# 9K33 Osa
Die 9K33 Osa (NATO-Codename: SA-8 Gecko) ist ein Flugabwehrraketen-System der ehem. Sowjetunion und Russlands, das in den 1960er Jahren entwickelt und 1975 in Dienst gestellt wurde. Es dient zur Bekämpfung von Hubschraubern und Kampfflugzeugen in niedriger bis mittlerer Flughöhe und ist heute noch bei vielen Armeen im Einsatz. Der GRAU-Index lautet 9K33 Osa (russisch Оса – Wespe). Als Nachfolger gilt das System 9K330 Tor.

## Entwicklung
Das Flugabwehrraketen-System 9K33 Osa wurde Anfang der 1960er-Jahre entwickelt. Die Federführung lag beim Forschungsinstitut NII-20. Grundlage der Entwicklung war ein Beschluss des Ministerrates der Sowjetunion vom 27. Oktober 1960. Ziel war die Herstellung eines Flugabwehrraketensystems, das autonom agieren konnte und alle wichtigen Bestandteile eines Flugabwehrsystems wie Suchradar, Feuerleitradar und Flugkörper in einem Fahrzeug vereinte. Die Zusammenfassung dieser Elemente in einem Gefechtsfahrzeug versprach eine höhere Autonomie und eine bessere taktische Beweglichkeit. Gleichzeitig konnte die Anzahl der Zielkanäle je Batterie erhöht werden, was der Flugabwehrraketenbatterie die gleichzeitige Bekämpfung mehrerer Luftziele ermöglichte. Gegenüber der nahezu zeitgleich entwickelten 2K12 Kub bedeutete das eine deutliche Erhöhung des Gefechtswertes. Zugunsten dieser Vorteile verzichtete man auf die automatisierte Übertragung von Zieldaten und die Möglichkeit der automatisierten zentralen Führung der Batterien. Dadurch war die Aufklärungsreichweite insgesamt eingeschränkt.
Am Anfang der Entwicklung wurde von einer vergleichsweise leichten Rakete mit einer Masse von etwa 50 bis 60 kg ausgegangen. Die Arbeiten am Projekt beschränkten sich im Endeffekt auf konzeptionelle Arbeiten und Machbarkeitsstudien. Die Entwicklung wurde in dieser Phase wesentlich vom amerikanischen Projekt XMIM-46A Mauler inspiriert. Ursprünglich war die Verwendung einer halbaktiven Rakete vorgesehen. Der Lenkflugkörper entsprach einer verkleinerten Ausführung der Rakete 3M9 des Systems 2K12. Durch die kleineren Abmessungen ergaben sich jedoch Probleme bei der Konstruktion des Zielsuchlenkkopfes, insbesondere bei der Unterbringung der Antenne. Die Annahmen über die Fortschritte bei der Entwicklung von Feststoffraketentriebwerken waren zu optimistisch. Letztlich erwies sich auch das ursprünglich ausgewählte Fahrgestell auf Basis des MT-LB als ungeeignet.
Im Jahr 1965 wurden nach einer Umgliederung der Projektorganisation und dem Auswechseln der für die Entwicklung verantwortlichen Konstrukteure die Anforderungen an das Waffensystem neu definiert. Ausgangspunkt war nun eine Rakete mit etwa 110 kg Masse. Die Erprobungen ab 1967 zeigten noch vielfältige Probleme sowohl einzelner Komponenten als auch des gesamten Waffensystems auf, die zu größeren konstruktiven Änderungen führten.
Die Werkserprobung des Waffensystems begann 1970, die Übernahme in die Bewaffnung der Sowjetarmee erfolgte im darauffolgenden Jahr. Gleichzeitig begann die Entwicklung der verbesserten Variante 9K33AK, die sich durch eine höhere Vernichtungswahrscheinlichkeit, eine größere Vernichtungszone und die Erhöhung der Anzahl der Lenkflugkörper von vier auf sechs je Startfahrzeug von der Ursprungsvariante unterschied. Die Raketen waren nun wartungsfrei in Transport- und Startcontainern gelagert. Im Jahr 1974 wurde die 9K33AK erprobt, 1975 in Dienst gestellt und im gleichen Jahr erstmals öffentlich gezeigt.

## Konstruktion

### Aufbau des Waffensystems

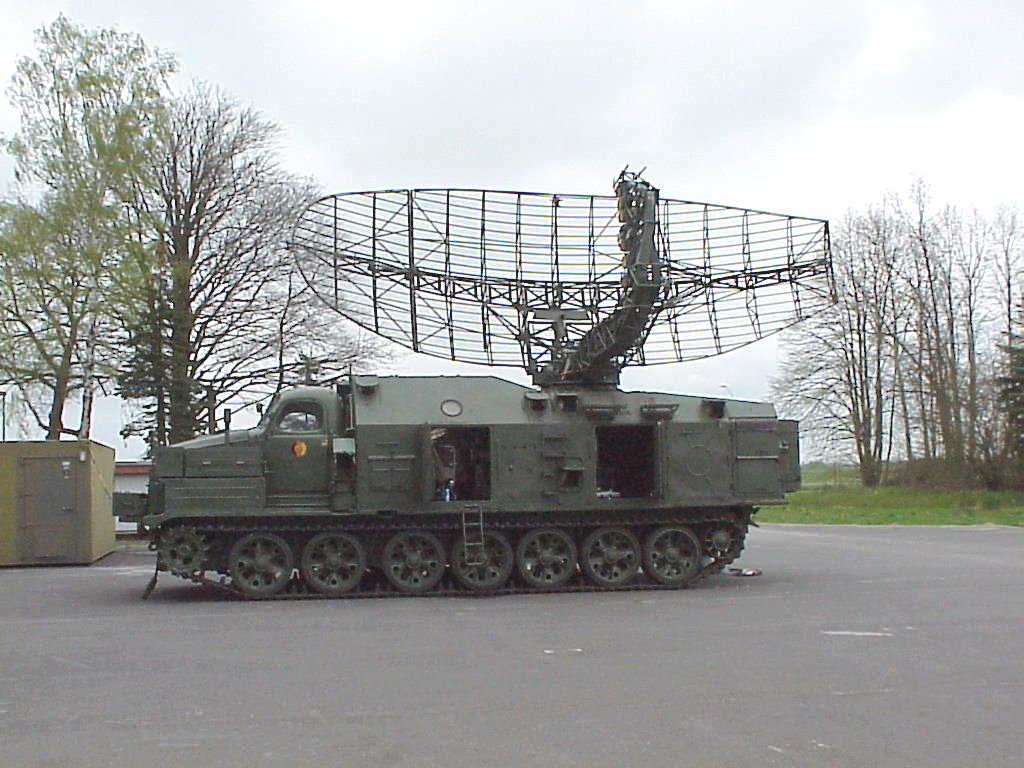
P-40 der NVA der DDR

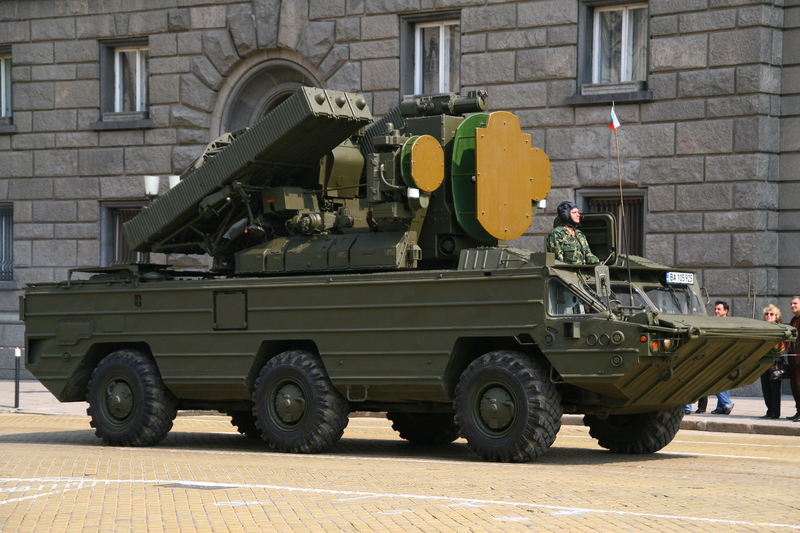
Start- und Leitstation 9A33BM2, Antenne des Suchradars in Marschlage abgeklappt

Das Waffensystem wurde normalerweise geschlossen im Bestand eines Flugabwehrraketenregimentes eingesetzt. Das Regiment setzt sich aus fünf Flugabwehrraketenbatterien, einer Führungsbatterie, einer Technischen Batterie und einer Instandsetzungsbatterie zusammen.
Die Führungsbatterie besteht aus:
- einer Automatisierten Führungstelle PU-12M auf Basis des SPW-60
- einer Rundblickstation RBS-40 (P-40, russisch П-40)
- einer Rundblickstation RBS-19 (P-19, russisch П-19)
- einer Rundblickstation RBS-18 (P-18, russisch П-18)
- einem Höhenfinder PRW-16 (russisch ПРВ-16)

Alternativ zur RBS-19 kann auch eine Rundblickstation RBS-15 (P-15) zum Einsatz kommen.
Zu einer Fla-Raketenbatterie des Waffensystems gehören:
- eine Automatisierte Führungstelle PU-12M auf Basis des SPW-60
- vier Start- und Leitstationen 9A33
- zwei Transport- und Ladefahrzeuge 9T217
- eine Prüf- und Abstimmbasis MTO 9W210 auf Lkw ZIL-131
- ein Werkzeug- und Ersatzteilsatz, verlastet auf Lkw ZIL-131
- 48 Lenkflugkörper 9M33M

### Grundsätzliches Zusammenwirken der Elemente des Waffensystems
In der Führungsbatterie wird in der Automatisierten Führungstelle ein gemeinsames Luftlagebild erstellt. Dazu werden die Signale der verschiedenen Radarstationen auf einem Sichtgerät zusammengeführt. Die Nutzung mehrerer in verschiedenen Frequenzbändern arbeitender Radarstationen erlaubte die Abdeckung eines räumlich großen Gebietes und führte zu einem höheren Schutz gegen passive und aktive Radarstörungen. Bei wechselseitigem Einsatz der verschiedenen Radarstationen wird auch die Aufklärung und Bekämpfung durch den Gegner erschwert. Die Zieldaten werden über Funk oder drahtgebunden mittels Datenlink an die Automatisierten Führungstellen der einzelnen Fla-Raketenbatterien übertragen. Dort erfolgt auf einem Sichtschirm die Darstellung des Luftlagebildes für die jeweilige Batterie. Innerhalb der Fla-Raketenbatterie war eine automatisierte Zielzuweisung nicht möglich. Die Zieldaten wurden von der Automatisierten Führungstelle an die Start- und Leitstationen per Sprechfunk übermittelt. Dabei wurden Entfernung sowie Seiten- und Höhenwinkel des Luftzieles übermittelt.
Die Start- und Leitstationen verfügt über die Möglichkeit der eigenständigen Luftraumaufklärung, allerdings mit im Vergleich zur zentralen Führung eingeschränkter Aufklärungsreichweite. Dabei besteht jedoch die Gefahr der ungewollten Mehrfach- bzw. Nichtbekämpfung von Luftzielen. Durch die langandauernde Abstrahlung des Radargerätes erhöht sich außerdem die Gefahr der Entdeckung durch den Gegner.

### Lenkverfahren

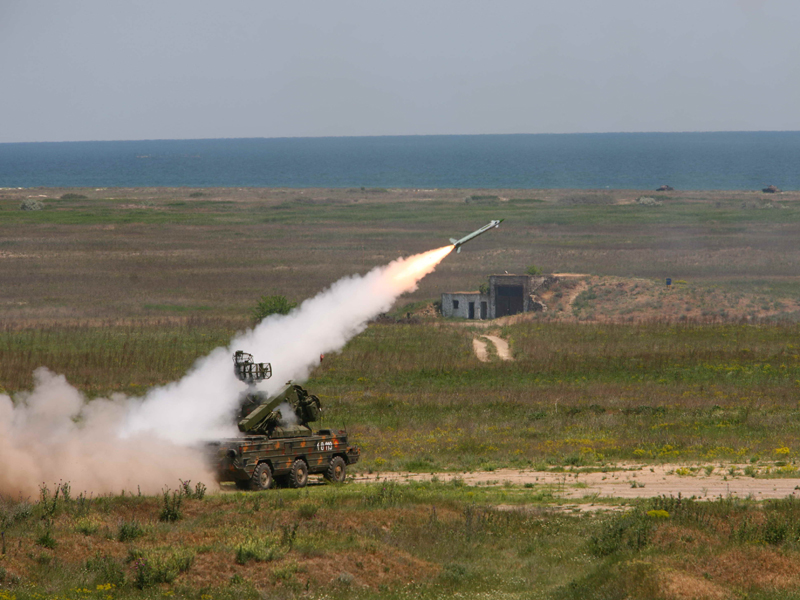
Rumänische „Osa“ beim Start eines Lenkflugkörpers

Als Lenkverfahren wird die passive Funkkommandolenkung genutzt. Dabei werden durch zwei getrennte Radarstationen die Lage des Luftzieles und die Lage der Flugabwehrrakete bestimmt. Durch ein Rechengerät werden die Lenkkommandos für die Flugabwehrrakete errechnet und an diese über Funk übertragen. Bei diesem Verfahren befinden sich die Radar- und Rechengeräte am Boden in der Start- und Leitstationen; die Rakete selbst kann folglich im Vergleich zu aktiven und halbaktiven Lenkverfahren kleiner und leichter gebaut werden, was im Endeffekt bei der Konstruktion höhere Lastvielfache erlaubt und die Bekämpfung stark manövrierender Luftziele ermöglicht. Da die Antennen der Radargeräte nicht den Größenbeschränkungen der Rakete unterliegen, kann auf die bei der 2K12 verwendete Selektion der Luftziele anhand der Dopplergeschwindigkeit verzichtet werden. Dies erleichtert den Kampf gegen langsamfliegende Luftziele und Hubschrauber in der Standschwebe.
Als Lenkmethode kommt die Dreipunktlenkung zum Einsatz. Dabei werden Luftziel, Flugabwehrrakete und Start- und Leitstationen ständig auf einer gedachten Linie gehalten. Weicht der Lenkflugkörper von dieser Linie ab, wird ein Fehlersignal erzeugt und die entsprechenden Lenkkommandos berechnet. Vorteilhaft bei Nutzung dieser Methode ist, dass die Entfernung zum Ziel für die Berechnung der Lenkkommandos nicht benötigt wird, nachteilig ist die stark gekrümmte Flugbahn der Rakete mit entsprechend hohen g-Kräften bei der Bekämpfung schnellfliegender Ziele.

### PU-12
Die Automatisierte Führungstelle PU-12M besteht im Wesentlichen
- aus dem Basisfahrzeug SPW-60PU
- dem Gerät zur automatisierten Führung ASPD bzw. ASPD-U
- der Stromversorgungsanlage mit einem fahrzeuggetriebenen Generator und einem Elektroaggregat
- fünf Funkgeräten
- der Navigationsanlage KP-4

Mit dem Gerät zur automatisierten Führung ASPD werden Luftlageinformationen automatisch übertragen, empfangen, gespeichert und auf einem PPI-Scope dargestellt. Weiterhin erfolgt die kodierte Übertragung von Zielzuweisungen sowie von Kommandos und Meldungen.
Mit der auf Basis der Trägheitsnavigation arbeitenden Navigationsanlage KP-4 wird der eigene Standort bestimmt. Die Fehler beträgt dabei maximal 1 % der gefahrenen Strecke. Wird die Zielzuweisung auf Grundlage der Werte der Navigationsanlage durchgeführt, beträgt der maximale Fehler des Seitenwinkels 5°, der der Entfernung 3000 m.

### Start- und Leitstationen 9A33

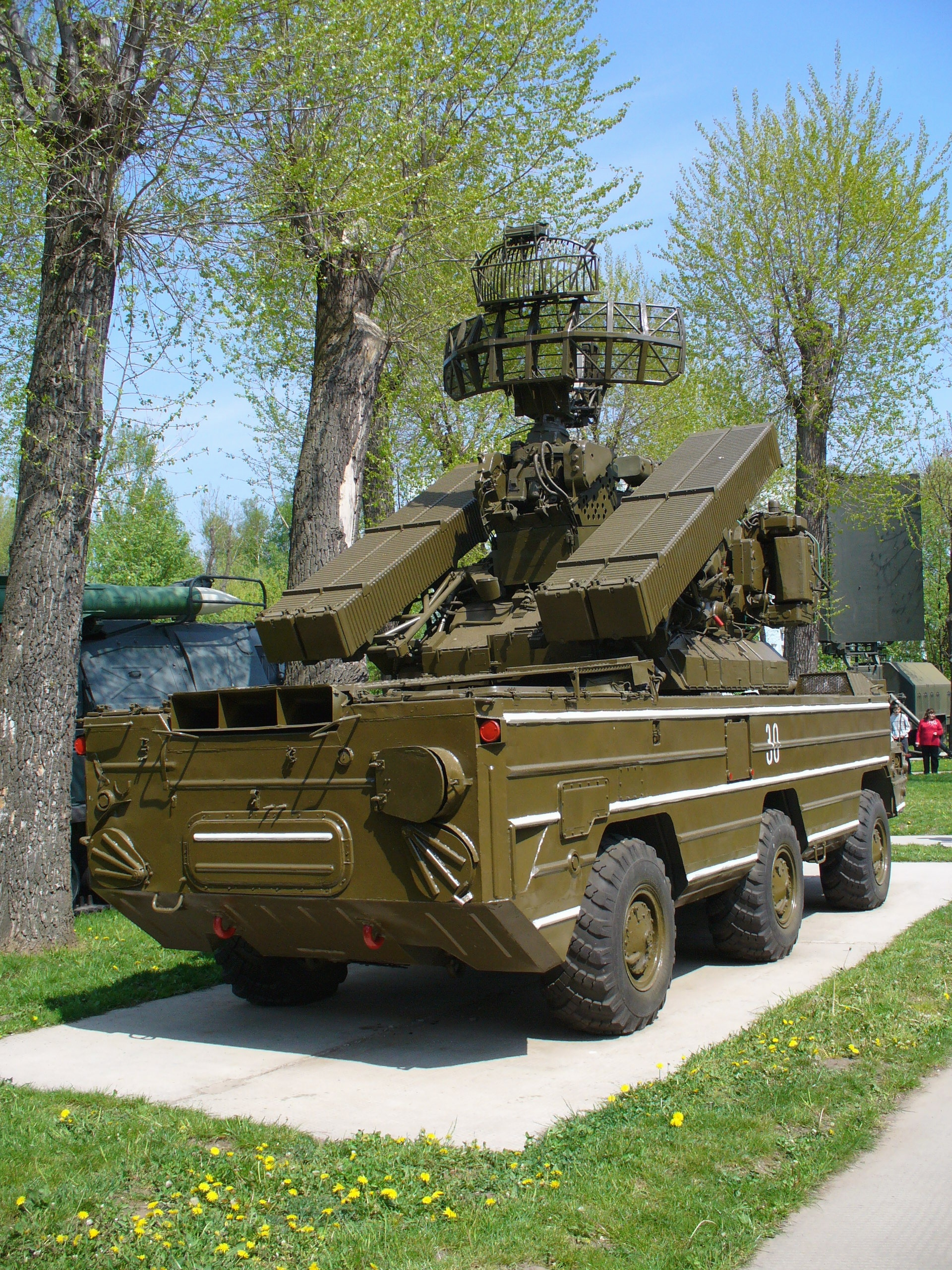
OSA-AKM, Heckansicht. Rechts Austrittsklappe der Gasturbine, darunter beidseitig Austrittsöffnungen des Wasserstrahlantriebes

Aufbau Antennenanlage 9K33, Ansicht von vorn, ohne Maßstab. 1: Reflektor Suchradar,2: Dipol Kennungsgerät, 3: Hornstrahler Suchradar, 4: Funkmessgerät Rakete,5: Funkmessgerät Ziel,6: Sender Funkkomandolenkung

Die Start- und Leitstationen 9A33 dient der Aufklärung des Luftraumes, der Zielerfassung und -begleitung, der Erfassung und Begleitung der Flugabwehrrakete, der Berechnung der Lenkkommandos und ihrer Übertragung.
Die Station besteht aus
- dem Basisfahrzeug BAZ-5937
- der Stromversorgungsanlage 9I210
- der Aufklärungsstation mit Kennungsgerät
- dem Funkmessgerät Ziel
- den beiden Funkmessgeräten Rakete
- den beiden Funkkommandosendern
- dem Rechner 9S456M3
- der Antennen- und Starteinrichtung mit Startsystem 9P35M1
- der Kernwaffenschutzanlage
- der Vermessungseinrichtung TNA-3

Die Besatzung bestand aus insgesamt vier Soldaten.
Die Aufklärungsstation dient zur Aufklärung des Luftraumes, der Zielerfassung und -begleitung, der Kennungsabfrage (Freund-Feind-Erkennung) und der Zielzuweisung an das Funkmessgerät Ziel. Das Radargerät der Aufklärungsstation arbeitet im H-Band. Die Antenne der Aufklärungsstation ist um 360° drehbar, die Drehzahl beträgt 33/min. Die maximale Radarreichweite beträgt 40 km, dabei kann ein Sektor von 360° Seitenwinkel und einem Höhenwinkel von 30° aufgeklärt werden. Bei einer Impulsfolgefrequenz von 2,8 kHz werden 0,45 Mikrosekunden lange Impulse ausgestrahlt. Die Impulsleistung beträgt 270 kW. Die Empfindlichkeit des Empfängers liegt bei 10−13 W.
Das Freund-Feind-Erkennungssystem ist Bestandteil des Komplexes Kremnij 2. Das Funktionsprinzip beruht auf dem Senden und Empfangen einer kodierte Impulsfolge. Dabei stehen insgesamt zwölf manuell wechselbare Codefilter zur Verfügung. Es wird die Antenne der Aufklärungsstation genutzt, die Einspeisung erfolgt über ein Dipol links neben der Einspeisung der Aufklärungsstation. Ab Ende der 1980er-Jahre begann die Umrüstung auf das modernere Kennungsgerät Parol; in der NVA fand die Umrüstung jedoch nicht mehr statt.
Das Radargerät Ziel bzw. Rakete arbeiten im J-Band mit einer Reichweite von 20 km bis 25 km. Für die Flugkörpersteuerung stehen zwei auf unterschiedlichen Frequenzen arbeitende Sendekanäle zur Verfügung.

### Rakete 9M33

Aufbau der Rakete 9M33, Skizze. 1: Sender-Funkmesszünder, 2: Steuerflächen, 3: Stromversorgung, 4: Druckluftbehälter (Stromversorgung), 5: Empfänger Funkmesszünder, 6: Empfänger für Funkkommandolenkung, 7: Autopilot, 8: Gefechtskopf, 9: Feststofftriebwerk, 10: Schubdüse, 11: Steuerflächen

Die Rakete ist eine einstufige Feststoffrakete. Es wird eine Reichweite von 10 km beim SA-8a bzw. 12 km bei SA-8b erreicht. Das Startgewicht der Rakete liegt bei 130 kg. Als Gefechtskopf wird ein 19 kg schwerer hochexplosiver Splittersprengkopf verwendet. Die maximale Operationshöhe der Lenkwaffe liegt bei 5000 m. Die minimale Bekämpfungshöhe liegt bei 25 m.

### Transport- und Ladefahrzeug 9T217
Mit dem Transport- und Ladefahrzeug 9T217 werden jeweils zwölf vorbereitete Flugabwehrraketen transportiert und die Start- und Leitstationen beladen. Die Flugabwehrraketen befinden sich dabei in Containern. Trägerfahrzeug ist ein BAZ-5939, das analog zum BAZ-5937 aufgebaut ist und identische Leistungsdaten besitzt. Das Be- und Entladen der Raketen erfolgt mit Hilfe eines an Bord befindlichen Kranes und einer Spezialtraverse. Mit der Traverse können drei Container gleichzeitig umgeschlagen werden. Die Zeit für das Beladen einer Start- und Leitstationen beträgt sechs Minuten. Das Transport- und Ladefahrzeug führt in einem gesonderten Tank Dieselkraftstoff mit, der an die Start- und Leitstationen abgegeben werden kann.

## Versionen

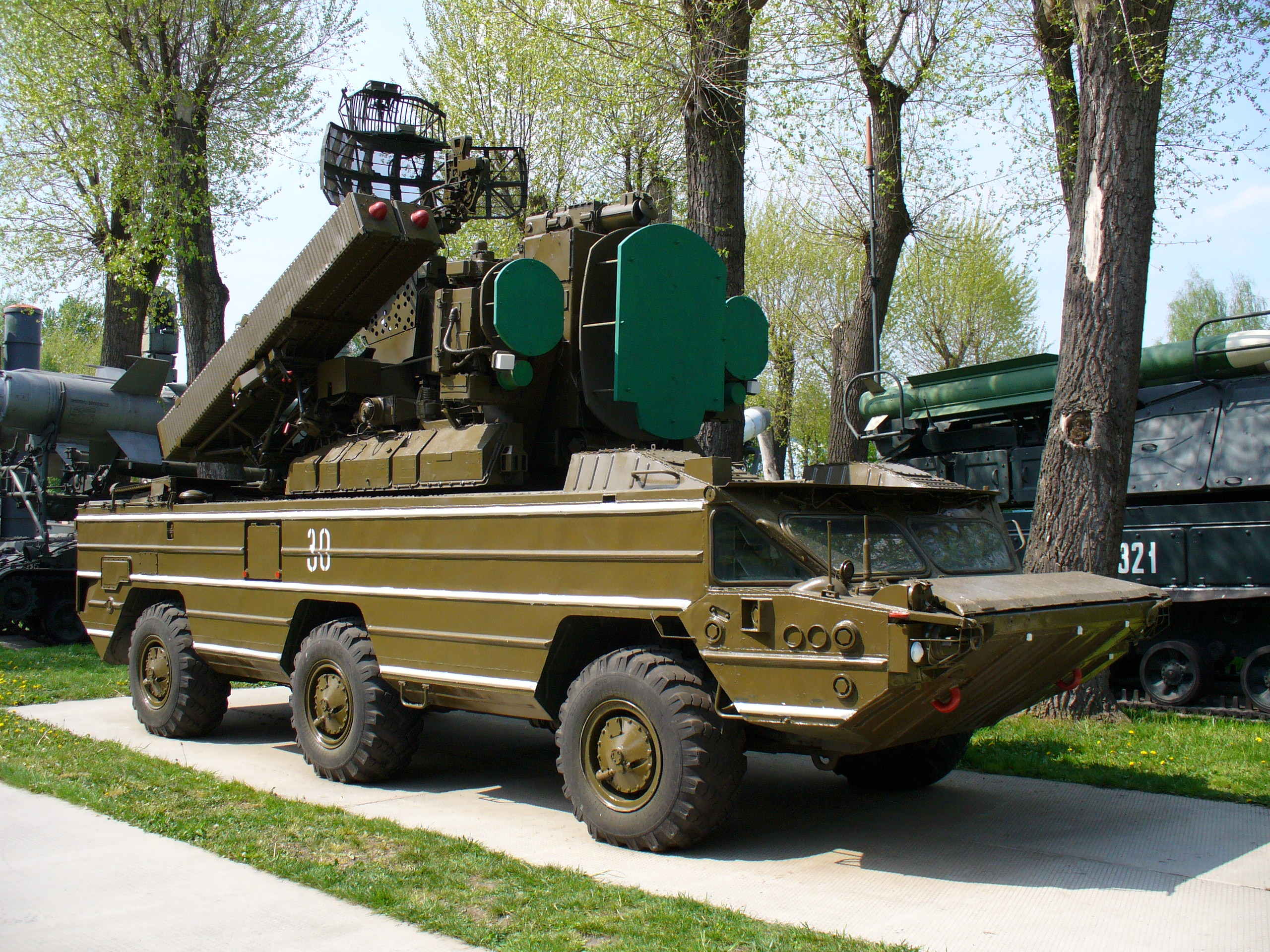
OSA-AKM, die Antenne des Suchradars unterscheidet sich von der Version OSA-AK

### 9K33 Osa

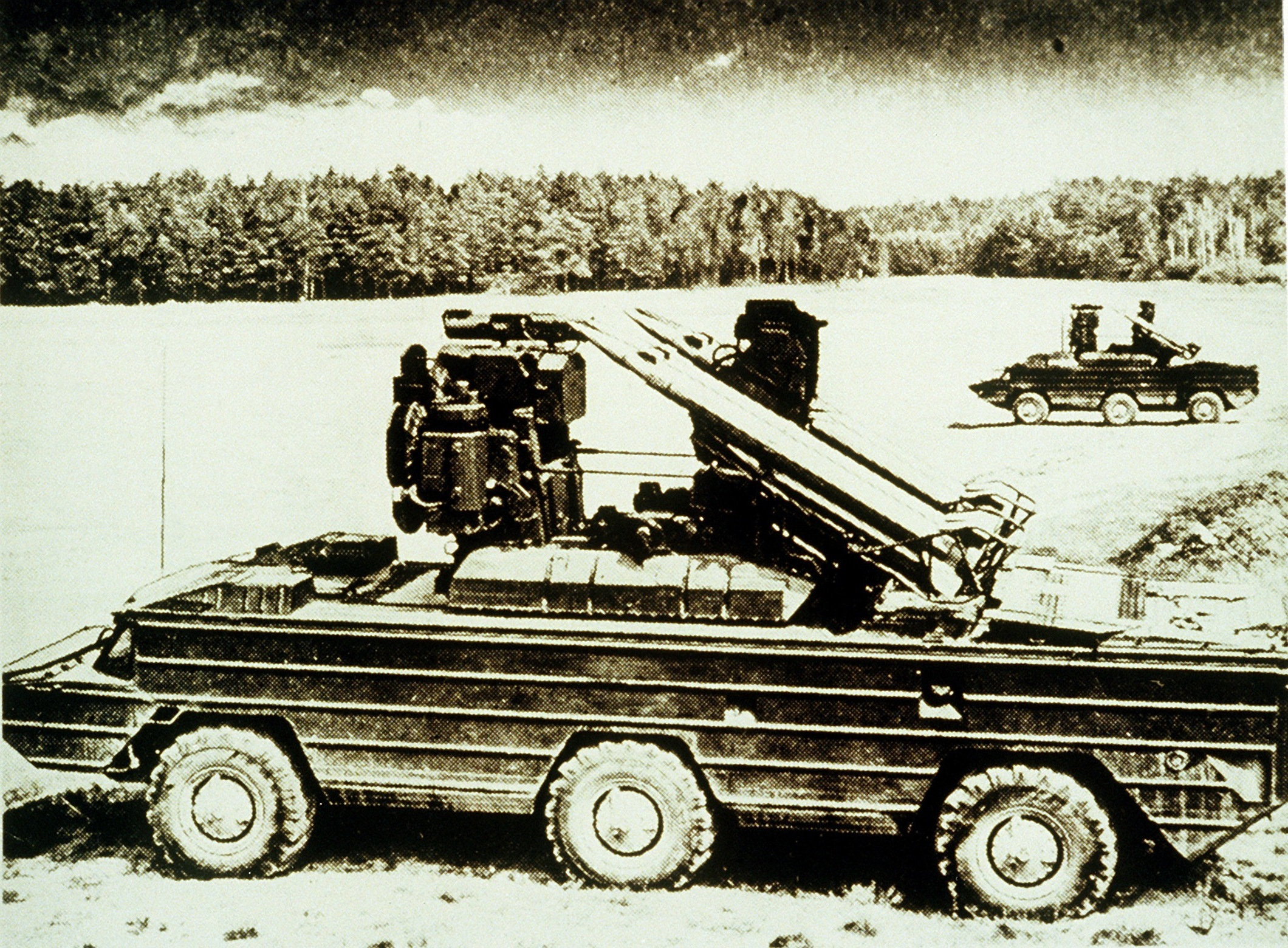
9K33 Osa, beachte die Raketen im Vergleich zu nachfolgenden Modellen

Die erste Serienversion wurde 1971/1972 eingeführt. Sie ist an den vier nicht in Containern befindlichen Raketen von den Nachfolgeversionen zu unterscheiden. Die Rakete war für ein Lastvielfaches von 5g ausgelegt. Der NATO-Kodename ist SA-8A Gecko.

### 4K33 Osa-M
Version der Marinestreitkräfte mit 9M33M Lenkwaffen. Eingeführt 1972. Einsatz ab Zif-122-Doppelwerfer mit einem Magazin für 20 Lenkwaffen. Maximale Bekämpfungsdistanz 10 km. Die NATO-Bezeichnung lautet SA-N-4 Gecko.

### 9K33M2 Osa-AK
Die zweite Serienversion wurde 1975 eingeführt. Die nun sechs Raketen je Start- und Leitstation befinden sich jetzt in Containern. Die Verbesserungen der Radarstationen und des Rechners erhöhten die Vernichtungswahrscheinlichkeit. Das zulässige Lastvielfache der Rakete beträgt 8g, was die Bekämpfung schnellerer und tiefer fliegender Ziele ermöglicht. Der NATO-Kodename ist SA-8B Gecko mod 0.

### 9K33M3 Osa-AKM
Die 1980 eingeführte Variante 9K33M3 wurde speziell zur Bekämpfung von Kampfhubschraubern entwickelt. Das Radargerät wurde überarbeitet, ebenso die Algorithmen zur Lenkung der Flugabwehrraketen. Die Rakete selbst erhielt einen überarbeiteten Gefechtskopf mit gesteigerter Wirkung. Der NATO-Kodename ist SA-8B Gecko mod 1.

### Osa-AKM1
Dies ist eine von der Firma Kupol modernisierte Variante der OSA-AKM, mit verbesserter Sensorik und digitalen Bedienerstationen. Es können damit auch Cruise-Missiles und Drohnen bekämpft werden. Die OSA-AKM1 benötigt nur 3 Mann Besatzung, während für die OSA-AKM 4 nötig sind.

### T38 Stilet
Die Variante T38 Stilet ist eine von der belarussischen Firma Tetraedr modernisierte Variante der OSA-AKM auf einem Fahrgestell des Typs MZKT-6922 mit verbesserter Sensorik und Computer-Bedienerstationen. Zusätzlich werden grundlegend überarbeitete Raketen des Typs T382 verwendet.

### Saman und Saman-M

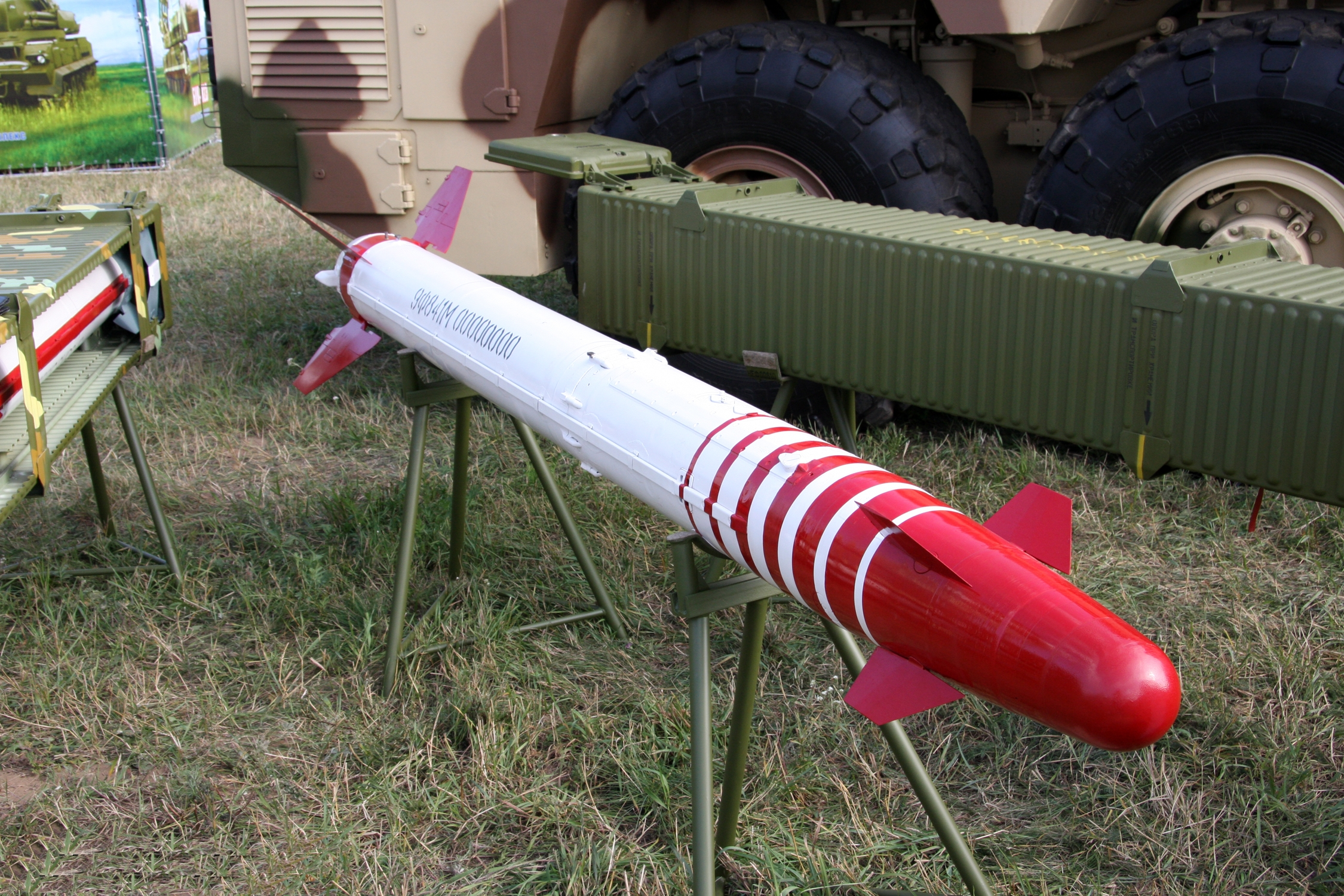
Saman-M-Zieldrohne

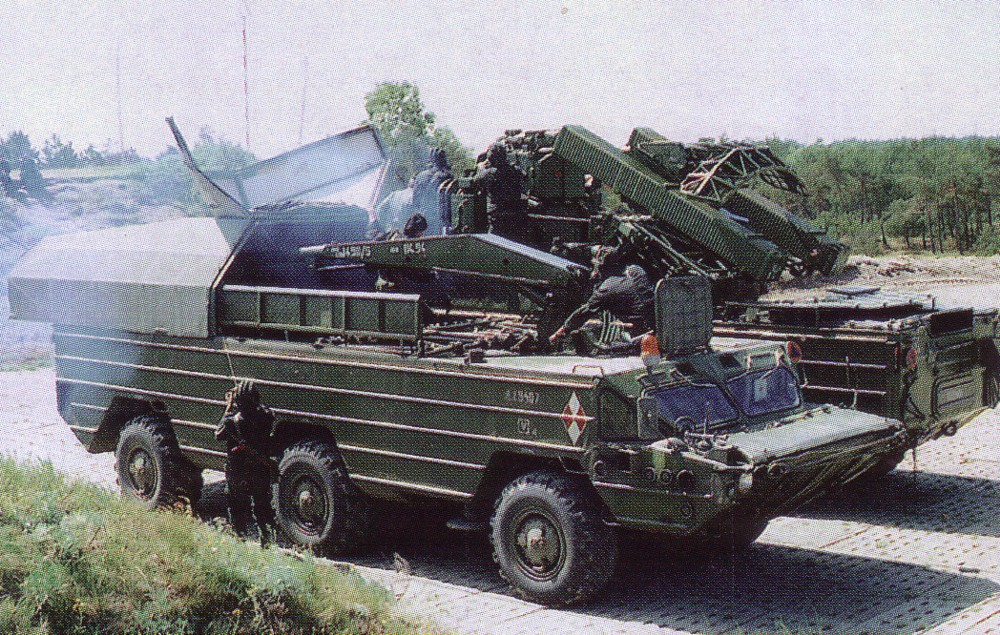
Beladen einer Start- und Leitstation 9A33BM2 (hinten) durch das Transportladefahrzeug 9T217 (vorne)

Die Versionen Saman und Saman-M (russisch Саман – Ziegel) dienen zum Start von Zieldarstellungsdrohnen zum Training von Flugabwehreinheiten.

### Technische Daten
Die Trefferwahrscheinlichkeit wird für das Osa-System mit 35 bis 85 % und für Osa-AK und Osa-AKM-System mit 55 bis 85 % angegeben. Das Fahrzeug kann gleichzeitig mit zwei Raketen ein Ziel bekämpfen.
|                                                      |                                                      | OSA        | OSA-AK     | OSA-AKM    |
| ---------------------------------------------------- | ---------------------------------------------------- | ---------- | ---------- | ---------- |
| Vernichtungszone, [km]                               | Entfernung                                           | 2–9        | 1,5–10     | 1,5–10     |
| Vernichtungszone, [km]                               | Höhe                                                 | 4–6        | bis 6      | bis 6      |
| Vernichtungs- wahrscheinlichkeit                     | Flugzeug                                             | 35–85 %    | 50–85 %    | 50–85 %    |
| Vernichtungs- wahrscheinlichkeit                     | Hubschrauber                                         | 30–40 %    | bis 45 %   | 60–85 %    |
| Vernichtungs- wahrscheinlichkeit                     | Marschflugkörper                                     | bis 40 %   | bis 40 %   | bis 60 %   |
| Vernichtungs- wahrscheinlichkeit                     | UAV                                                  | 70 %       | 80 %       | 80 %       |
| maximale Geschwindigkeit des Luftziels, [m/s]        | maximale Geschwindigkeit des Luftziels, [m/s]        | 420        | 500        | 500        |
| Reaktionszeit, [s]                                   | Reaktionszeit, [s]                                   | 26–34      | 26–34      | 26–34      |
| Gewicht der Rakete, [kg]                             | Gewicht der Rakete, [kg]                             | 128        | 128        | 128        |
| Gewicht Gefechtskopf, [kg]                           | Gewicht Gefechtskopf, [kg]                           | 15         | 12         | 15         |
| Zeit für Übergang aus Marsch- in Gefechtslage, [min] | Zeit für Übergang aus Marsch- in Gefechtslage, [min] | 3–5        | 3–5        | 3–5        |
| Anzahl der Lenkflugkörper je Startrampe              | Anzahl der Lenkflugkörper je Startrampe              | 4          | 6          | 6          |
| Gewicht der Start- und Leitstation, [kg]             | Gewicht der Start- und Leitstation, [kg]             | ca. 19.000 | ca. 19.000 | ca. 19.000 |
| Marschgeschwindigkeit, [km/h]                        | Marschgeschwindigkeit, [km/h]                        | max. 80    | max. 80    | max. 80    |
| Jahr der Einführung (Sowjetarmee)                    | Jahr der Einführung (Sowjetarmee)                    | 1972       | 1975       | 1980       |

## Einsatz
SA-8 Gecko wurde auf Divisionsebene bei den sowjetischen motorisierten Schützendivisionen verwendet. Das System kann autark agieren, es werden keine zusätzlichen Überwachungsfahrzeuge benötigt.
Im Libyschen Bürgerkrieg Im Jahr 2011 wurden SA-8-Systeme aufseiten der libyschen Armee eingesetzt, von denen einige von NATO-Bombern zerstört wurden. Es ist nicht bekannt, ob die eingesetzten SA-8 gegnerische Luftfahrzeuge angegriffen haben.

## Nutzerstaaten
Aktuelle Nutzer
- Armenien – Stand Januar 2022 befindet sich eine unbekannte Anzahl 9K33 im Dienst.[10] :182
- Aserbaidschan – Stand Januar 2022 befindet sich eine unbekannte Anzahl 9K33-1T im Dienst.[10]:183
- Algerien – Stand Januar 2022 befinden sich ungefähr 48 9K33M im Dienst.[10]:333
- Angola – Stand Januar 2022 befinden sich 15 9K33 im Dienst.[10]:453
- Belarus – Stand Januar 2022 befindet sich eine unbekannte Anzahl 9K33 im Dienst.[10]:186
- Bulgarien – Stand Januar 2022 befinden sich 24 9K33 im Dienst.[10]:92
- Ecuador – Stand Januar 2022 befinden sich 10 9K33 im Dienst.[10]:414
- Griechenland – Stand Januar 2022 befinden sich 38 9K33M im Dienst,[10]:113 die ehemals im Dienst der NVA standen und nach der Wiedervereinigung von Deutschland an Griechenland verkauft wurden.[11]
- Georgien – Stand Januar 2022 befinden sich 8 9K33M2 („Osa-AK“) und 6-10 9K33M3 („Osa-AKM“) im Dienst.[10]:188
- Indien
Heer – Stand Januar 2022 befinden sich mindestens 50 9K33AKM im Dienst.[10]:267
Luftstreitkräfte – Stand Januar 2022 befindet sich eine unbekannte Anzahl 9K33 im Dienst.[10]:270

- Kuba – Stand Januar 2022 befindet sich eine unbekannte Anzahl 9K33 im Dienst.[10]:410
- Polen – Stand Januar 2022 befinden sich 64 9K33M2 („Osa-AK“) im Dienst.[10]:135
- Rumänien – Stand Januar 2022 befinden sich 16 9K33 im Dienst.[10]:140
- Russland
Heer — Stand Januar 2022 befinden sich 400 9К33М3 im Dienst.[10]:195
Marineinfanterie — Stand Januar 2022 befinden sich 20 9K33 im Dienst.[10]:200
- Sudan – Stand Januar 2022 befinden sich mindestens 4 9K33 im Dienst.[10]:498
- Syrien – Stand Januar 2022 befindet sich eine unbekannte Anzahl 9K33 im Dienst.[10]:370
- Turkmenistan – Stand Januar 2022 befinden sich 40 9K33 im Dienst.[10]:210
- Ukraine – Stand Januar 2022 befindet sich eine unbekannte Anzahl 9K33 im Dienst.[10]:212
- Ukrainische Separatisten – Stand Januar 2022 befindet sich eine unbekannte Anzahl 9K33 im Dienst.[10]:215

Ehemaliger Nutzer
- Deutsche Demokratische Republik: OSA-AK, OSA-M - Nach der Wiedervereinigung zum Teil an Griechenland abgegeben.[12]
- Jordanien – Bis zum Januar 2022 außer Dienst gestellt.[13]:343
- Libyen – Bis zum Januar 2018 außer Dienst gestellt.[13]:349